# Placówka Straży Granicznej II linii „Lipiny”
Placówka Straży Granicznej II linii „Lipiny” – jednostka organizacyjna Straży Granicznej pełniąca służbę ochronną na granicy polsko-niemieckiej w okresie międzywojennym.

## Formowanie i zmiany organizacyjne
Rozporządzeniem Prezydenta Rzeczypospolitej Polskiej Ignacego Mościckiego z 22 marca 1928 roku, do ochrony północnej, zachodniej i południowej granicy państwa, a w szczególności do ich ochrony celnej, powoływano z dniem 2 kwietnia 1928 roku  Straż Graniczną.
Rozkazem nr 4 z 30 kwietnia 1928 roku w sprawie organizacji Śląskiego Inspektoratu Okręgowego dowódca Straży Granicznej gen. bryg. Stefan Pasławski określił strukturę organizacyjną komisariatu SG „Lipiny”. Placówka Straży Granicznej II linii „Lipiny” znalazła się w jego strukturze.

## Kierownicy/dowódcy placówki
| stopień            | imię i nazwisko  | okres pełnienia służby   | kolejne stanowisko                  |
| ------------------ | ---------------- | ------------------------ | ----------------------------------- |
| starszy przodownik | Wojciech Salamon | 1928 –                   | kierownik placówki „Katowice”       |
| starszy strażnik   | Stefan Grabias   | 15 III 1929 – 1 XII 1929 | kierownik placówki „Królewska Huta” |
| starszy strażnik   | Franciszek Bober | 1 XII 1929 – 1 X 1932    |                                     |
| przodownik         | Grzegorz Grech   | 1 X 1932 – był IV 1935   |                                     |